# Zenyit (fényképezőgép)

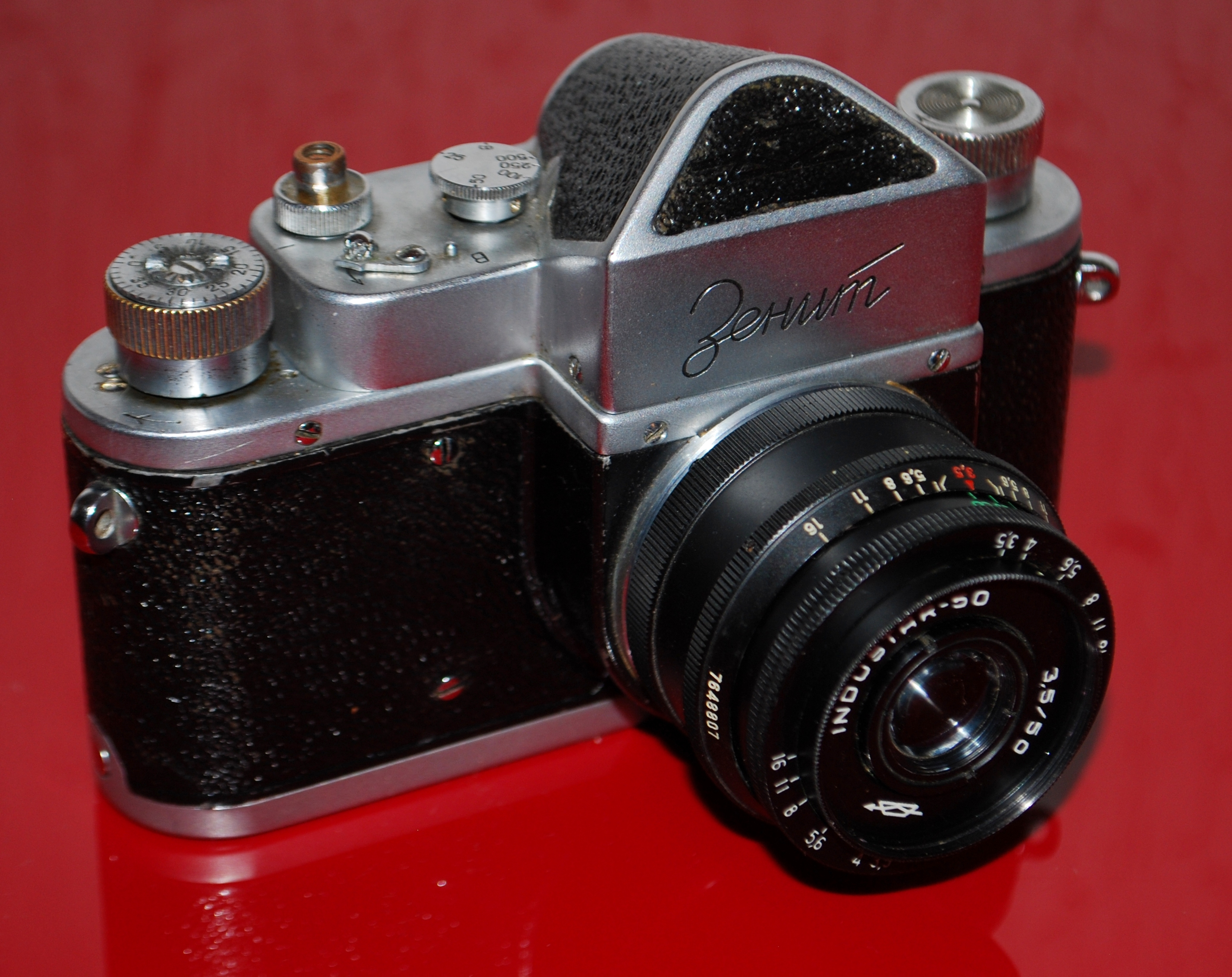
Az 1952-ben megjelent első Zenyit fényképezőgép

A Zenyit (oroszul: Зенит), vagy Zenit orosz, korábban szovjet fényképezőgépmárka. A Zenyit fényképezőgépeknek több mint 40 modelljét gyártotta 1952–2005 között a Krasznogorszki Mechanikai Művek (KMZ). A 135-ös filmet használó Zenyit fényképezőgépek közös jellemzője volt a tükörreflexes kivitel és a cserélhető objektív, és többségük redőnyzáras volt. Egyes modelljeit a minszki BelOMO is gyártotta. Az 1960-as évektől széles körben exportálták is. Többek között Magyarországon is elterjedt márka volt. 